# Кастаньоле деле Ланце
Кастаньо̀ле деле Ла̀нце (на италиански: Castagnole delle Lanze; на пиемонтски: Castagnole dle Lanse, Кастаньоле дъле Лансе) е малко градче и община в Северна Италия, провинция Асти, регион Пиемонт. Разположено е на 271 m надморска височина. Населението на общината е 3810 души (към 2014 г.).